# Гонки дронов

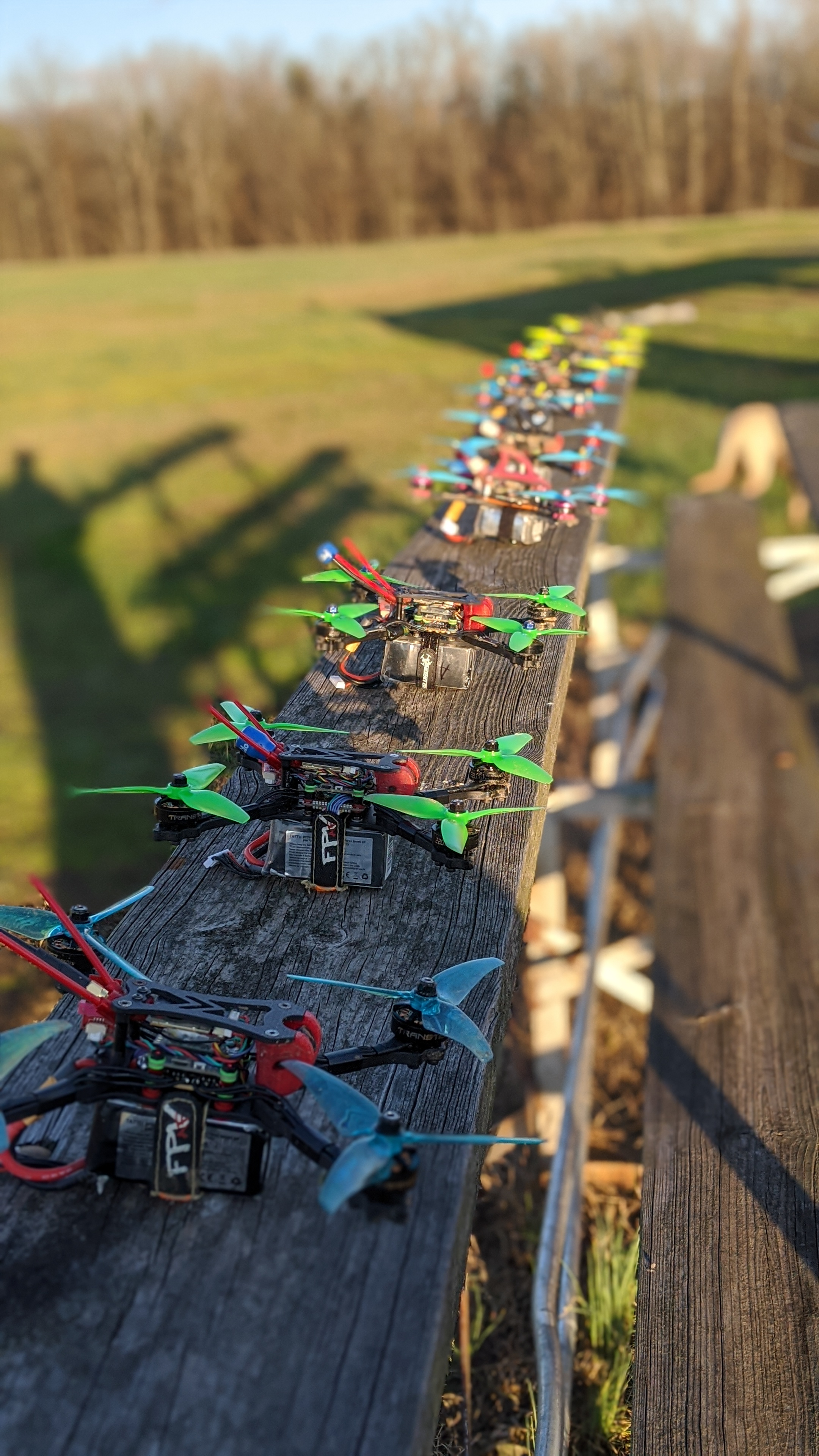
Гоночные дроны

Гонки дронов (англ. drone racing) — гоночные соревнования FPV-квадрокоптеров небольших размеров на специально оборудованных трассах.

## Организация и проведение соревнований

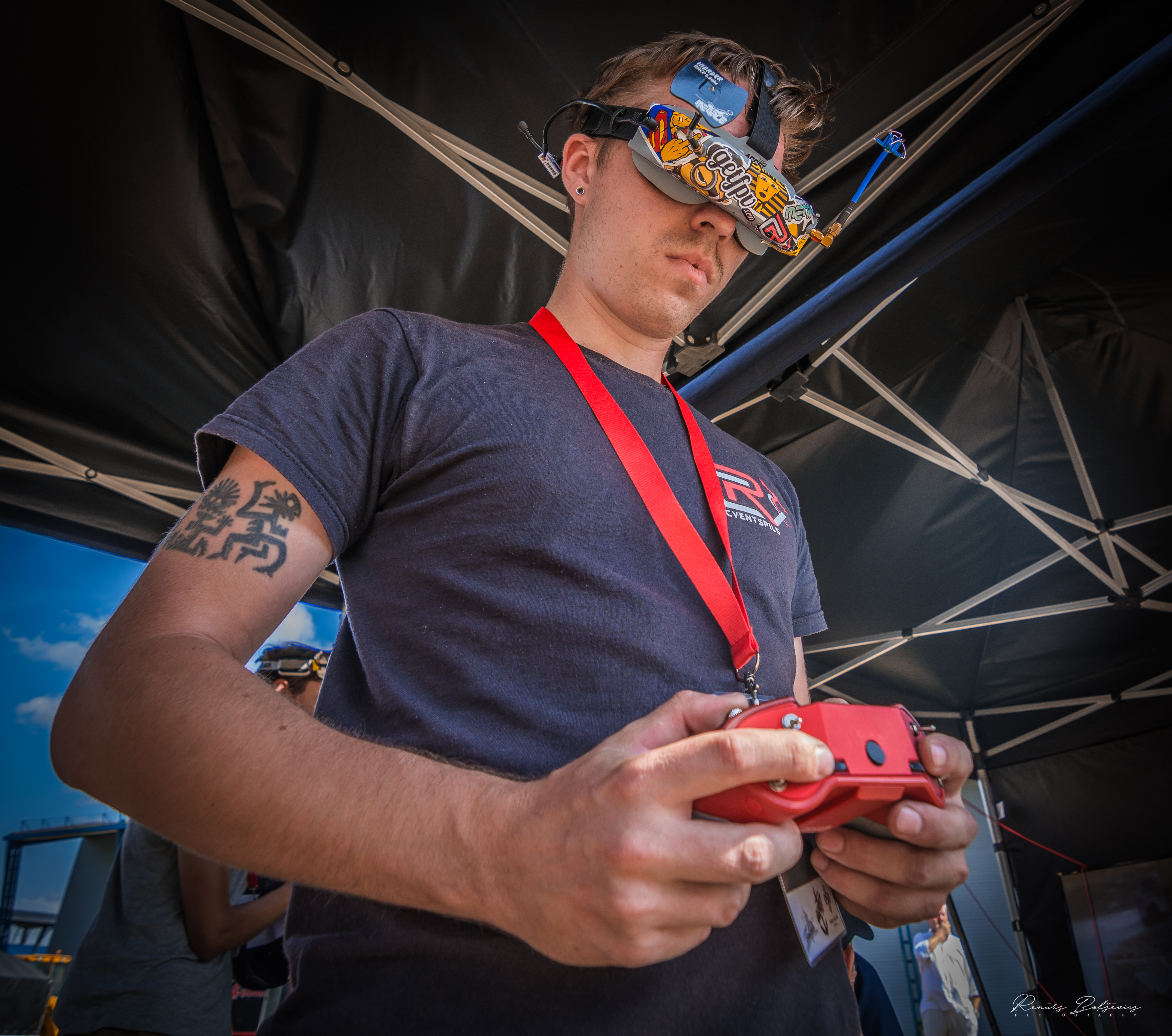
Оператор гоночного дрона

Соревнования проводятся на специально оборудованных трассах. Трассы размечают лентой или флажками, на любом подходящем пространстве. Пространства могут быть открытыми типа стадионов или лугов, так и насыщенными всевозможными препятствиями, например в лесу. Трассы являются зацикленными, начало совпадает с финишем. Зрители и участники отгорожены от трассы специальной сеткой для защиты от гоночных коптеров. В крупных соревнованиях создается специально построенная трасса с препятствиями, которая оборудована устройствами для засечки тайм-кода и системами трансляции FPV видео потока участников на большие экраны, где зрители могут видеть полёты дронов от первого лица.
Как правило в «заездах» участвует не более четырёх дронов, считается время прохождения каждого круга трассы. В случае непрохождения участником одного из препятствий ему либо начисляются штрафные баллы, либо он в обязательном порядке должен вернуться и пройти препятствие полностью. В противном случае ему не засчитают круг. Такими препятствиями являются флаги, ворота и тумбы. За соблюдением правил следит судейская бригада так же через видео каналы FPV участников.

## Технология
Соревнования проводятся на специальном классе квадрокоптеров с размером рамы от 75 до 300 мм. Размер рамы рассчитывается как диагональ от двух крайних моторов без учёта размера лопастей винтов. Класс гоночных квадрокоптеров отличает высокая энерговооружённость, увеличенная скорость, маневренность и сильно ограниченное время полета, всего несколько минут. При этом рейсинговый коптер является FPV-носителем. На его борту расположена камера и передатчик видеосигнала. Как правило используется частота диапазона 5,8 Ггц. Участник гонок надевает специальные FPV очки или шлем через который видит изображение с бортовой камеры и осуществляет управление дроном.
Искусство гонок дронов сводится главным образом к интуитивному ощущению размеров, инерции дрона и правильно настроенным ПИДам в системе управления.

## Федерация гонок дронов России

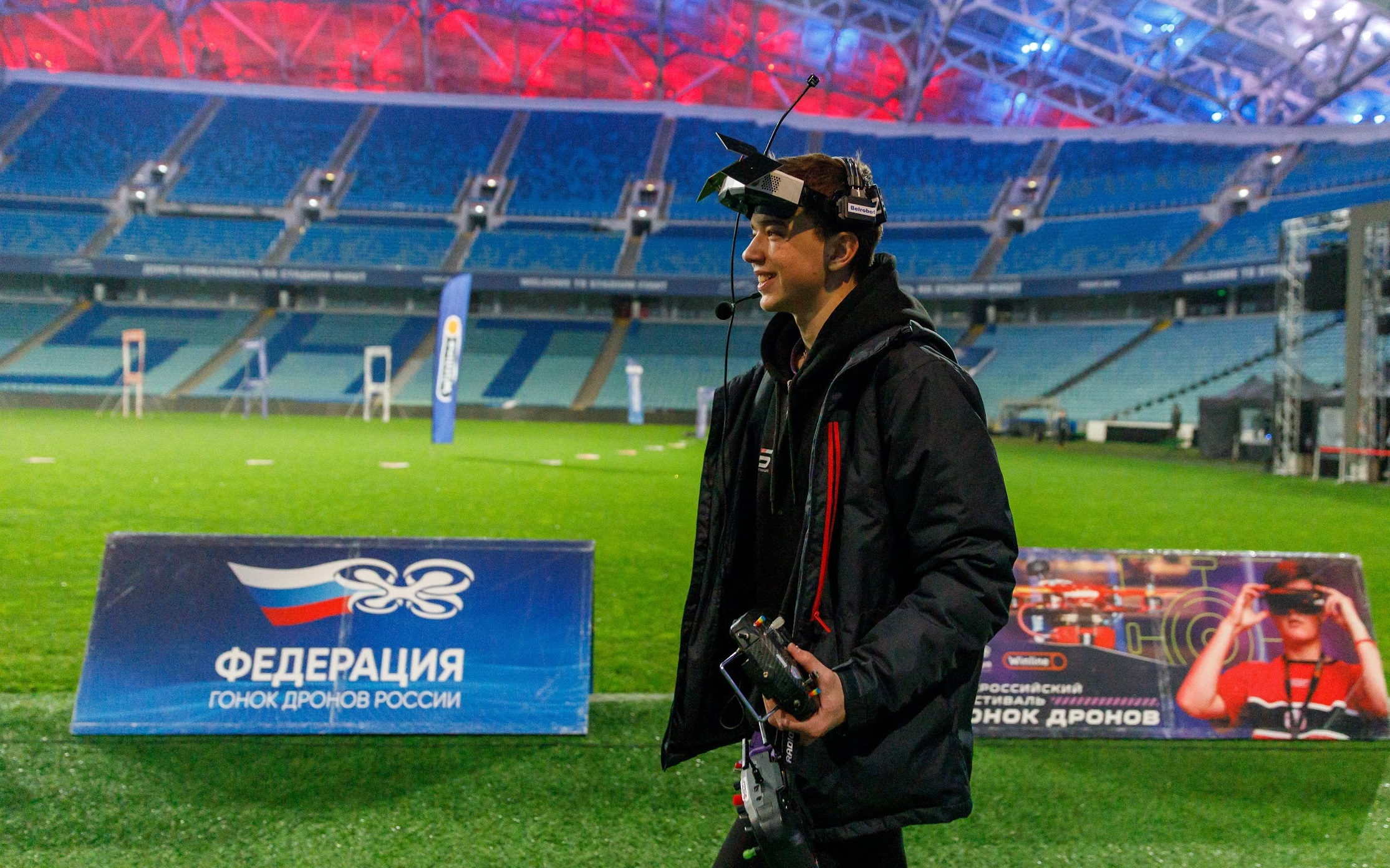
Спортсмен на Чемпионате России по гонкам дронов в Сочи

Федерация гонок дронов России — это спортивная федерация, основной целью которой является формирование профессиональных компетенции в области БАС через соревновательную деятельность и развитие вида спорта «гонки дронов». Федерация создана в 2022 году, а сами гонки дронов были признаны официальным видом спорта в июне 2023 года. В декабре 2024 года Федерация гонок дронов получила аккредитацию Министерства спорта России. На февраль 2025 года Федерация насчитывает 65 региональных отделений по всей стране.  
Под эгидой Федерации проходят соревнования по гонкам на FPV-квадрокоптерах в восьми дисциплинах: гонки дронов класс 75 миллиметров, гонки дронов класс 200 мм, гонки дронов класс 330 мм и технический симулятор гонок дронов. Каждая дисциплина представлена в личном и командном зачетах. Всего за 2024 год проведены 10 этапов Кубка России, Чемпионат России в Сочи и более 200 региональных соревнований. Кроме того, гонки дронов были представлены на Международном фиджитал-турнире "Игры Будущего".
В октябре 2023 года Федерация гонок дронов России открыла первый Федеральный образовательный центр по управлению дронами.

## Всероссийская лига дронов RDR
Начиная с 2017 года в России начала работу первая национальная лига дронов, направленная на развитие и популяризацию гонок дронов как вида спорта. Организаторы под эгидой лиги RDR проводят соревнования в различных регионах страны, результаты аккумулируются в общем рейтинге. В конце года, обычно, после 31 октября, подводятся итоги года и определяется 16 лучших пилотов — суперфиналистов — которые отправляются на итоговый турнир — Суперфинал RDR.